# Xã Medicine, Quận Putnam, Missouri
Xã Medicine (tiếng Anh: Medicine Township) là một xã thuộc quận Putnam, tiểu bang Missouri, Hoa Kỳ. Năm 2010, dân số của xã này là 189 người.